# Augustyn Steffen
Augustyn Steffen, ps. A. Sząbrucki (ur. 15 listopada 1901 w Sząfałdzie, zm. 15 czerwca 1992 w Cavendish) – polski językoznawca i etnograf. Jako badacz folkloru Warmii dowodził polskości tego regionu; zajmował się również folklorem bałtyckim.

## Życiorys
Urodził się w zamieszkałej w Sząbruku rodzinie Jana Steffena i Marty z Turowskich jako jedno z dwunastu dzieci (jego bratem był m.in. Wiktor Steffen). Działał na rzecz akcji plebiscytowej na Warmii w 1920. Pracował w Banku Ludowym w Sztumie, Banku Związku Spółek Zarobkowych w Poznaniu oraz w Banku Ludowym w Lubawie. W 1922 został kierownikiem oraz członkiem zarządu Banku Ludowego w Olsztynie. W tym samym mieście założył Spółdzielnię Rolniczo-Handlową „Rolnik”. Zastępował Jana Baczewskiego na stanowisku sekretarza generalnego Polsko-Katolickiego Towarzystwa Szkolnego na Warmię. Od 1924 był uczniem poznańskiego Gimnazjum Marii Magdaleny. Maturę zdał eksternistycznie w Wolsztynie. W 1932 został absolwentem Uniwersytetu Poznańskiego (filologia klasyczna), następnie do 1934 studiował na Uniwersytecie Jagiellońskim (filologia polska i słowiańska oraz etnografia). Pięć lat później został doktorem nauk filozoficznych.
Po ataku Niemiec na Polskę we wrześniu 1939 udał się do Rumunii, gdzie do maja 1940 na uniwersytecie w Klużu studiował m.in. język rumuński. Przebywał także w Bukareszcie, który opuścił przed wkroczeniem wojsk niemieckich do Rumunii, udając się przez Cypr do Palestyny. Następnie był ochotnikiem Polskich Sił Zbrojnych, służąc na Bliskim Wschodzie w Samodzielnej Brygadzie Strzelców Karpackich oraz w 3 Dywizji Strzelców Karpackich, z którą przebywał we Włoszech. Do czasu uzyskania stypendium przyznanego po wizycie u ambasadora Stanisława Kota finansowo pomagał mu Wlastimil Hofman, który w 1941 i 1942 namalował dwa jego portrety. Od 1946 do 1948 wykładał w Studium Polonistycznym Uniwersytetu Amerykańskiego w Bejrucie. W 1949 przeprowadził się do Londynu, gdzie współpracował z Polskim Towarzystwem Naukowym na Obczyźnie. W latach 1952–1956 pracował jako lektor języka polskiego na Uniwersytecie w Lund. Następnie ponownie w Londynie. W 1971 zamieszkał w domu opieki założonym przez Sue Ryder w Cavendish. Tamże zmarł i został pochowany.